# República Democrática Popular de Etiopía
La República Democrática Popular de Etiopía (RDPE) fue un Estado socialista establecido en Etiopía, luego del derrocamiento del emperador Haile Selassie en 1974. Formalmente la denominación República Democrática Popular de Etiopía se hace oficial a partir de 1987, cuando entra en vigor la nueva constitución política. El régimen, con anterioridad era conocido como Derg, comité o consejo en amárico, que era el nombre simplificado que recibía la Junta de Gobierno, oficialmente denominada Comité de Coordinación de las Fuerzas Armadas, la Policía y el Ejército Territorial de la Etiopía Socialista.
El estado socialista de Etiopía llegó a su fin en mayo de 1991, al finalizar la Guerra Civil Etíope, cuando el presidente Mengistu abandonó el país, y las tropas del Frente Democrático Revolucionario del Pueblo Etíope entraron en Adís Abeba.

## Historia

### Primeros años

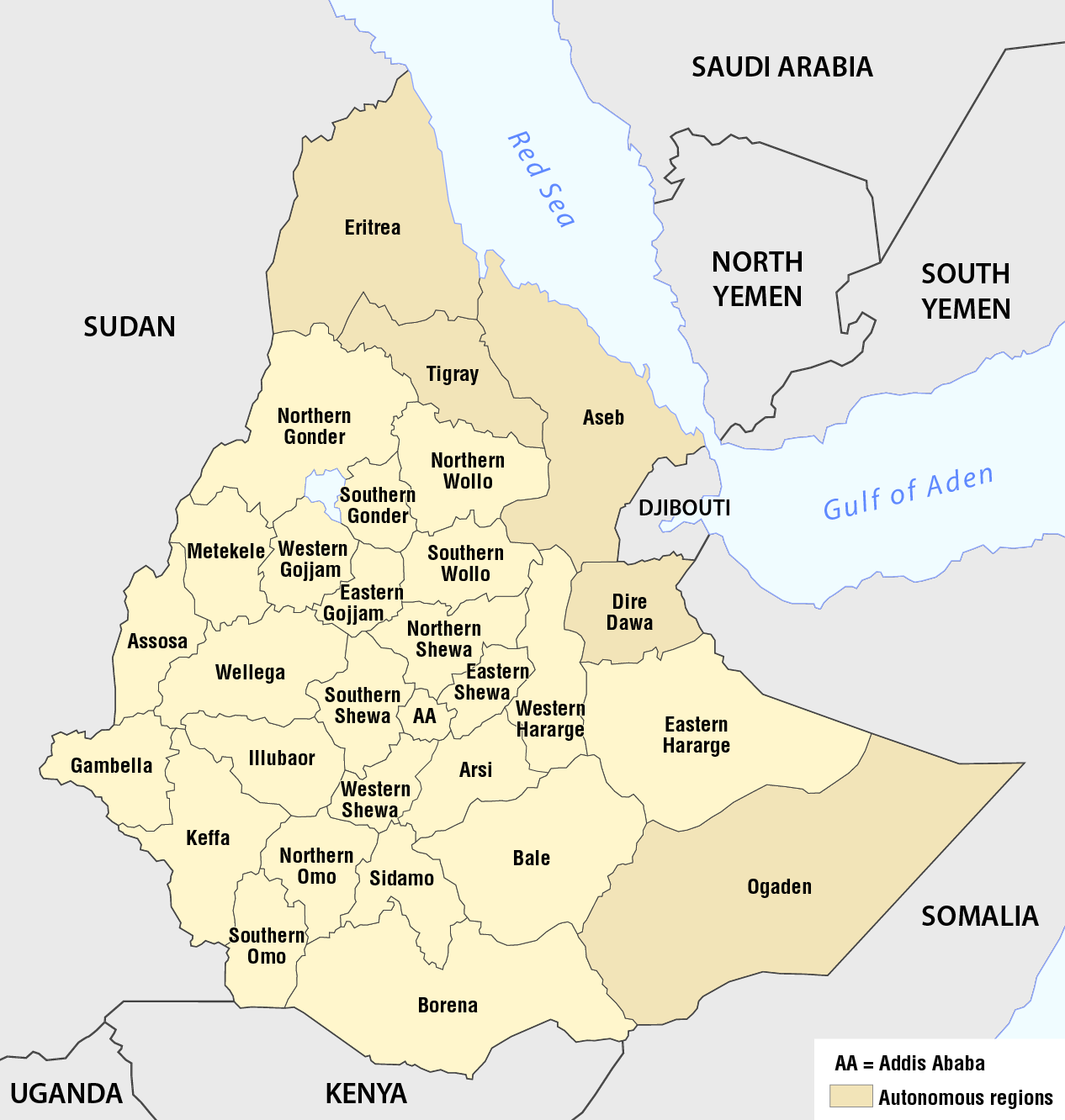
Zonas administrativas de la RDPE

Tras la desaparición del Imperio etíope, la estructura socioeconómica feudal fue desmantelada mediante una serie de reformas que también afectaron el desarrollo educativo. A principios de 1975, el gobierno había cerrado la Universidad Haile Selassie I y todas las escuelas secundarias superiores, luego desplegó a aproximadamente 60.000 estudiantes y maestros en áreas rurales para promover la "Campaña de desarrollo a través de la cooperación" del gobierno. Los propósitos de la campaña eran promover la reforma agraria y mejorar la medicina y la administración local y enseñar a los campesinos sobre la nueva orden político y social.
La matriculación en la escuela primaria aumentó de alrededor de 957.300 en 1974 y 1975 a casi 2.450.000 en 1985 y 1986. Todavía había variaciones entre las regiones en el número de estudiantes matriculados y una disparidad en la matriculación de niños y niñas. Sin embargo, mientras la matriculación de niños se duplicó con creces, la de niñas se triplicó con creces. Sin embargo, con la mayoría de las regiones del norte de Etiopía controladas por los rebeldes, así como partes de las regiones somalí y oromo fuera del control del gobierno, la mayoría de sus reclamos no se percibieron como integrales.
El número de escuelas secundarias superiores también casi se duplicó, con aumentos de cuatro veces en Arsi, Bale, Gojam, Gondar y Wolo. La distribución prerrevolucionaria de las escuelas había mostrado una concentración en las áreas urbanas de unas pocas regiones administrativas. En 1974 y 1975 alrededor del 55% de las escuelas secundarias superiores estaban en Eritrea y Shewa, incluyendo Adis Abeba. En 1985 y 1986 la cifra se redujo al 40%. Aunque había significativamente menos niñas matriculadas en el nivel secundario, la proporción de mujeres en el sistema escolar en todos los niveles y en todas las regiones aumentó de alrededor del 32% en 1974 y 1975 al 39% en 1985/86.

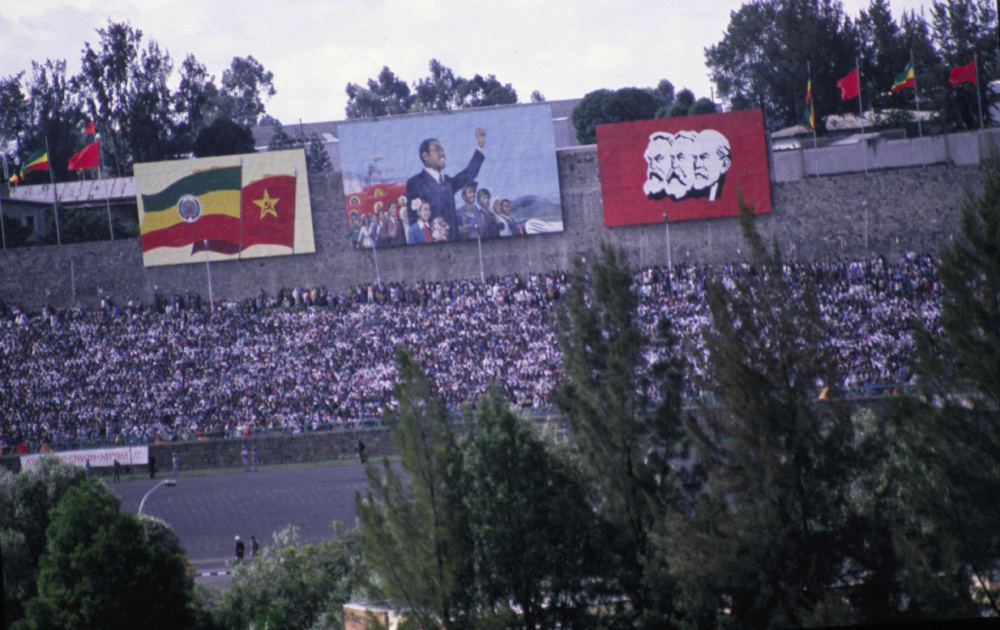
Manifestación de apoyo al gobierno comunista en Adís Abeba

Entre los éxitos del PDRE estuvo la campaña nacional de alfabetización. La tasa de alfabetización, por debajo del 10 por ciento durante el régimen imperial, aumentó a alrededor del 63 por ciento en 1984.[cita requerida] En 1990/91, el gobierno todavía informaba una tasa de alfabetización de adultos de poco más del 60 por ciento. así como en algunos informes internacionales. Al igual que con los datos de 1984, es prudente actuar con cautela con respecto a la última cifra. Los funcionarios llevaron a cabo originalmente la capacitación de alfabetización en cinco idiomas: Amhárico, romo, Tigriña, Wolayta y somalí. Posteriormente, el número de idiomas se amplió a quince, lo que representaba alrededor del 93% de la población.
Varios países fueron generosos al ayudar al PDRE a satisfacer sus necesidades de atención médica. Cuba, la Unión Soviética y varios países de Europa del Este proporcionaron asistencia médica. A principios de 1980, cerca de 300 técnicos médicos cubanos, incluidos más de 100 médicos, apoyaron los esfuerzos locales para resolver los problemas de salud pública. La ayuda occidental para el desarrollo a largo plazo del sector de la salud de Etiopía fue modesta, con un promedio de unos 10 millones de dólares estadounidenses al año, la ayuda per cápita más baja del África subsahariana. Los principales donantes occidentales incluyeron Italia y Suecia. El sistema de las Naciones Unidas dirigido por el PNUD e incluye agencias como FAO, UNESCO, UNICEF, ONUDI, UNFPA y OMS, continuaron extendiendo la asistencia como lo habían hecho con el régimen del Emperador. A principios de la década de 1980, al menos un representante del PNUD, un exministro de un país caribeño, tenía la credibilidad para tener acceso a Mengistu y puede haber moderado sus excesos en algunos casos. El Banco Mundial también continuó brindando asistencia durante su gobierno, sin duda reconociendo la disciplina fiscal sorprendentemente conservadora y prudente que el régimen trató de seguir.

### Caída del régimen
Etiopía nunca se había recuperado de la gran hambruna anterior de principios de la década de 1970, que fue el resultado de una sequía que afectó a la mayoría de los países del Sahel. La hambruna también fue causada por un desequilibrio de la población que se concentró en las zonas altas, que estaban libres de paludismo y tripanosomiasis. Tanto el régimen del Emperador como el de Mengistu habían intentado reasentar a la gente en las tierras bajas, pero el régimen de Mengistu fue objeto de fuertes críticas internacionales con el argumento de que los reasentamientos fueron forzados.
Ha habido un ciclo de sequías recurrentes de aproximadamente una década en esta parte del este de África desde principios del siglo XX y, a fines de la década de 1970, comenzaron a aparecer signos de intensificación de la sequía. A principios de la década de 1980, un gran número de personas en el centro de Eritrea, Tigray, Welo y partes de Begemder y Shewa comenzaban a sentir los efectos de la hambruna renovada de 1984-1985 en Etiopía.
Una sequía que comenzó en 1969 continuó cuando el clima seco trajo desastres al Sahel y barrió hacia el este a través del Cuerno de África. Para 1973, la hambruna había amenazado la vida de cientos de miles de nómadas etíopes, que tuvieron que abandonar sus hogares y luchar en Somalia, Yibuti, Kenia y Sudán, en busca de alivio del hambre. A finales de 1973, la hambruna se había cobrado la vida de unos 300 000 campesinos de Tigray y Welo, y miles más habían buscado ayuda en las ciudades y pueblos etíopes.
La capacidad limitada de la RDPE para liderar el desarrollo y responder a las crisis quedó demostrada dramáticamente por la dependencia del gobierno del alivio de la hambruna en el extranjero entre 1984 y 1989. Para 1983, el conflicto armado entre el gobierno y los movimientos de oposición en el norte se había combinado con la sequía para contribuir a la hambruna masiva. en Eritrea, Tigray y Welo. Mientras tanto, la sequía por sí sola estaba teniendo un impacto devastador en otras nueve regiones. Este desastre natural superó con creces la sequía de 1973-1974, que había contribuido a la caída del emperador Haile Selassie. A principios de 1985, unos 7,7 millones de personas sufrían sequías y escasez de alimentos. De ese número, 2,5 millones estaban en riesgo inmediato de morir de hambre.

Como lo había hecho en el pasado, a mediados de la década de 1980 la comunidad internacional respondió generosamente a la tragedia de Etiopía una vez que se comprendieron las dimensiones de la crisis, aunque la FAO había estado advirtiendo sobre los problemas de seguridad alimentaria durante varios años antes de que llegara la hambruna. Las donaciones bilaterales, multilaterales y privadas de alimentos y otros suministros de socorro llegaron al país a fines de 1984. En 1987, otra sequía amenazó a 5 millones de personas en Eritrea y Tigray. Esta vez, sin embargo, la comunidad internacional estaba mejor preparada para llevar alimentos a las zonas afectadas a tiempo para evitar la hambruna y los movimientos masivos de población. Según los estudios de la biblioteca del Congreso, "muchos partidarios del régimen etíope se opusieron a su política de retener los envíos de alimentos a las zonas rebeldes. Los efectos combinados de la hambruna y la guerra interna habían puesto la economía de la nación en un estado de colapso". También según los informes y la investigación de Human Rights Watch, La estrategia de contrainsurgencia del PDRE hizo que la hambruna se produjera un año antes de lo que hubiera sido el caso y obligó a la gente a emigrar a refugios de socorro y campos de refugiados. La guerra económica contra los campesinos provocó que la hambruna se extendiera a otras zonas del país. Si la hambruna hubiera golpeado solo en 1984 y 1985, y solo hubiera afectado las áreas "centrales" de Tigray y North Wollo (3,1 millones de personas afectadas), y causado que solo una cuarta parte de ellos migraran a los campamentos, el número de muertos habría sido 175.000 (en los supuestos optimistas) y 273.000 (en los supuestos pesimistas).

Fue sucedido de forma interina por el vicepresidente Tesfaye Gebre Kidan. Sin embargo, con los rebeldes acercándose a Adis Abeba por todos lados, la RDPE solo sobrevivió una semana más. A fines de mayo, mientras se desarrollaban las conversaciones de paz, Tesfaye notificó a los funcionarios estadounidenses que había perdido la capacidad de mantener el orden y que ya no podía comandar lo que quedaba del ejército. Washington luego despejó el camino para que los rebeldes tomaran la capital el 28 de mayo.

## La constitución de 1987
Dada la ausencia de una formación política de carácter nacional, se creó una comisión para la organización de un partido único, denominado Partido de los Trabajadores de Etiopía (PTE), el cual fue establecido en 1984 con Mengistu como Secretario General. Tres años más tarde, en 1987, fue aprobado en un plebiscito la primera Constitución de la república (la tercera en la historia de Etiopía) por el 81% de los sufragios.
En la Constitución se instituía oficialmente el nombre de República Democrática Popular de Etiopía, y se aprobaba el papel del PTE como "fuerza directiva de la sociedad". Establecía además, la convocatoria de elecciones al Shengo (Asamblea Nacional) las cuales se celebraron ese mismo año, cuyos candidatos no necesitaban ser miembros del PTE. Entre las obligaciones de esta Asamblea Nacional, estaba la de elegir al presidente de la nueva república, cargo que recayó en Mengistu.

## Política sobre etnias y nacionalidades
El gobierno creó un instituto especializado con etnólogos, juristas, sociólogos y economistas para conocer y codificar los asentamientos o nomadismos, idiomas, símbolos, estructuras familiares, políticas, clánicas, los modos de producción y la historia de las ochenta y dos nacionalidades del país, compensando así la represión del antiguo Imperio Etíope. De estas minorías, surgieron algunos de los más radicales dirigentes revolucionarios. Siguiendo el modelo de nacionalidades aplicado por Lenin en la Unión Soviética, se crearon regiones autónomas y parlamentos regionales.

## La caída del régimen

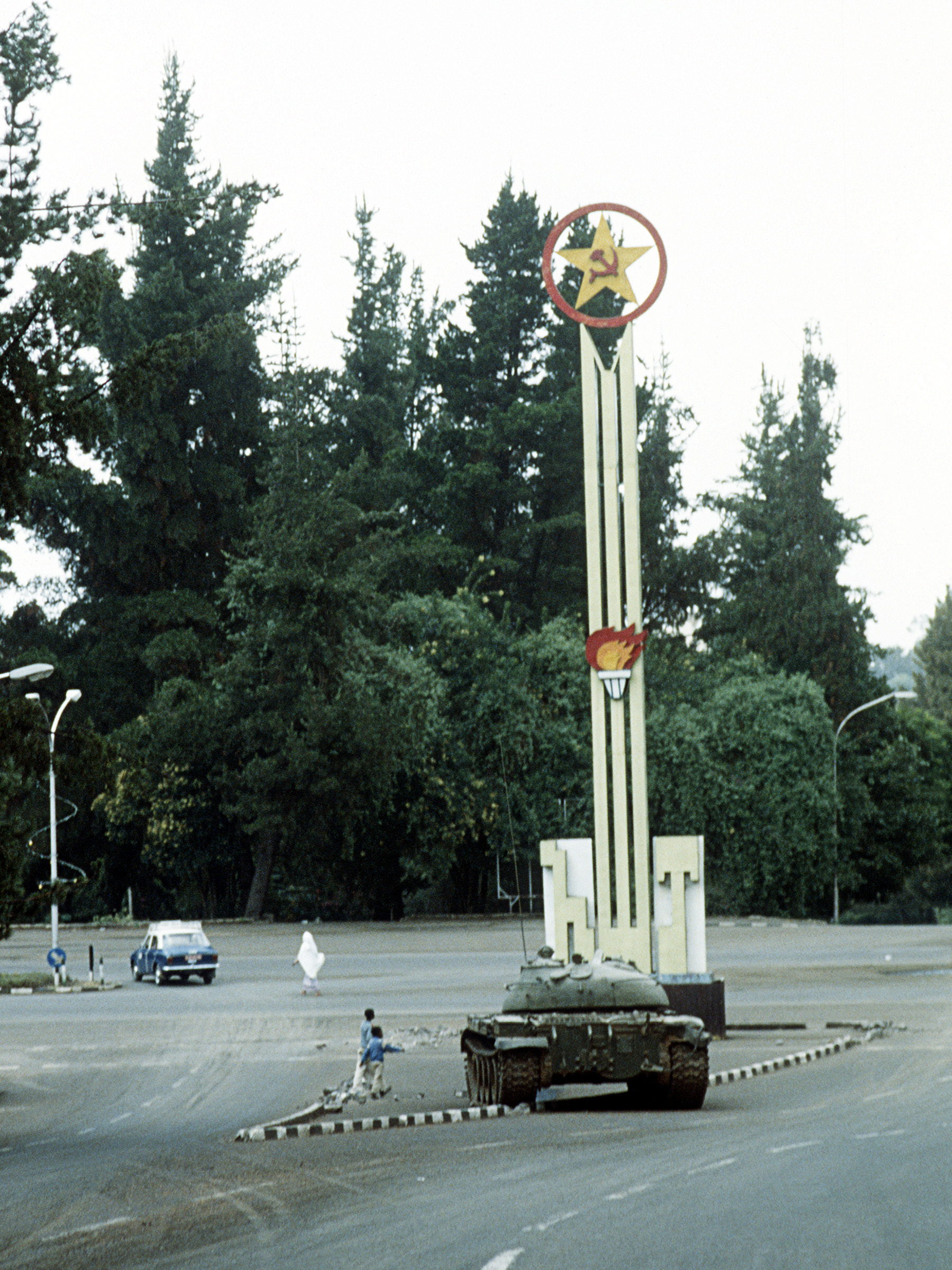
Tanque T-55 abandonado en Adís Abeba luego de la entrada de los rebeldes.

Hacia fines de la década de 1980, en virtud de la glasnost y la perestroika de Mijaíl Gorbachov, la Unión Soviética aplicó reducción drástica de la ayuda de los países del bloque socialista. En consecuencia la ayuda militar prestada por la Unión Soviética y Cuba, y gracias a la cual el país había logrado la victoria en la guerra de Ogaden, desapareció. Además, esta ayuda militar no había sido suficiente para derrotar a las milicias eritreanas, con quienes combatía el gobierno desde 1983, cuando decidió iniciar una ofensiva para acabar con la guerrilla de Eritrea, presentes en el país desde 1969, y que controlaba la mayor parte de su territorio.
Con la evacuación de los soldados cubanos en 1988, y cortada la ayuda militar de la Unión Soviética en 1990, la posición de Mengistu al mando del país se debilitó. El ejército etíope perdió todo el territorio que había ganado en Eritrea a manos del Frente Popular de Liberación de Eritrea, que se apoderó de la ciudad de Afabet y destruyó tres divisiones enteras del ejército etíope. En 1990 los rebeldes eritreanos conquistaron el estratégico puerto de Massawa en el Mar Rojo.
Hacia finales de enero de 1991, una coalición de fuerzas rebeldes agrupadas en el Frente Democrático Revolucionario del Pueblo Etíope (FDRPE), inició la Operación Tewodros, la cual condujo a la captura de Gondar, la antigua capital imperial, así como de las ciudades de Bahir Dar y Dese. 
Mientras tanto, el Frente Popular de Liberación de Eritrea había adquirido el control de todas las ciudades de Eritrea a excepción de Asmara y Assab en el sur. Las fuerzas leales a Mengistu se vieron virtualmente encerradas en Adís Abeba, asediadas por la coalición de fuerzas rebeldes. Ante este escenario, el gobierno de Mengistu fue finalmente derrocado por sus propios funcionarios el 21 de mayo de 1991.
Tras su derrota, Mengistu solicitó asilo en Zimbabue, donde reside hasta el día de hoy. Luego de la entrada en Adís Abeba, el 28 de mayo de 1991, el FDRPE inmediatamente disolvió el gobierno, deteniendo a casi todos sus prominentes funcionarios.

## Demografía
La tasa de desnutrición, pese a que el estado etíope era un neto exportador de productos agroalimentarios era alta, según los reportes de las naciones unidas sobre el estado de la niñez e infancia en Etiopía comunista, que según el informe del año 2007, aún son palpables los efectos del destino de las enormes exportaciones de granos a otros países, dejando al mercado interno desabastecido, y por ende; provocando hambrunas tan nefastas como la de 1984, que aún hoy día muestra sus secuelas, donde el más del 50% de la población actual (quien era el 15% de la población infante de dicha generación) muestra elevados estados de desnutrición y por consiguiente, de retardo en el crecimiento y desarrollo.
Cabe citar que, el número de habitantes aunque no ha decrecido, si sufrió grandes mermas por los desastres naturales (sequías) sus consecuencias (hambrunas), así como la participación en las diferentes guerras sostenidas con las naciones vecinas.[cita requerida] Aparte de las notables emigraciones al exterior.[cita requerida]

## Política

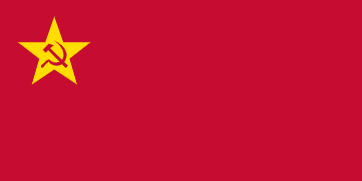
Bandera del Partido de los Trabajadores de Etiopía

Aunque la revolución había sido desde el principio socialista, el carácter de este sistema no se especificó de forma nominal hasta esta década. En 1984 aparece el Partido de los Trabajadores de Etiopía (PTE), siendo Mengistu su secretario general. En 1987 se aprueba con el 81% de los votos una constitución socialista. El país comenzaría a denominarse como República Democrática Popular de Etiopía.
Se convocaría elecciones aquel mismo año, y los candidatos no tendrían necesidad de ser miembros del Partido de los Trabajadores de Etiopía, al igual que sucede en la actualidad en Cuba. En estas elecciones salió elegido como presidente del país Mengistu.
El país era una república socialista de partido único que seguía las enseñanzas marxistas-leninistas y representaba a los trabajadores y campesinos etíopes.

## Relaciones exteriores

Mengistu junto con el cubano Fidel Castro en Etiopía

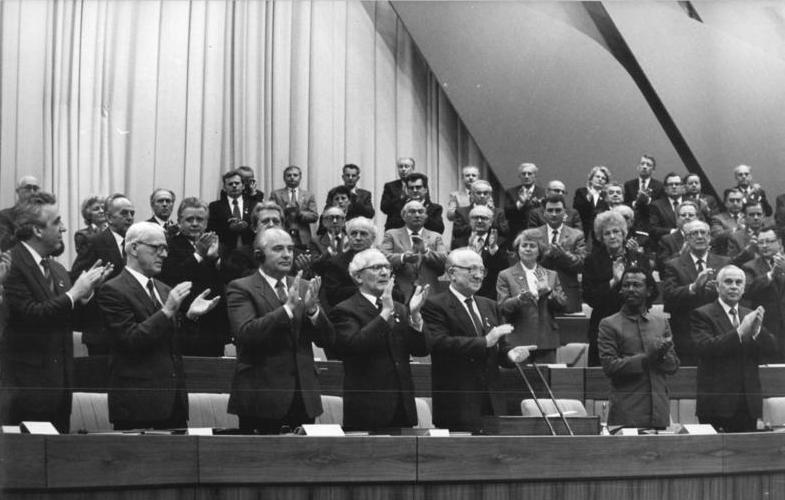
Mengistu con el Erich Honecker, líder de la Alemania Oriental en 1986.

En relaciones exteriores, Etiopía fue una fiel aliada del Bloque del Este. La Unión Soviética era de los más importantes aliados de Etiopía, desde el comercio, política y armamento siendo este muy importante durante la Guerra de Ogaden. Otro aliado importante sería Cuba, en donde Mengitsu tendría una relación muy estrecha con su dirigente, Fidel Castro. La ayuda cubana fue decisiva en la derrota de Somalia durante la Guerra de Ogaden.
También otro aliado para Etiopía sería Yemen del Sur, un gran aliado en la industria armamentistica la cual durante la Guerra de Ogaden mandaría apoyo mediante tropas y armas que serían importantes con la derrota somalí. En la campaña del Derg y más tarde del Partido de los Trabajadores de Etiopía de modernizar a Etiopía no podría haber tenido tantos éxitos sin el apoyo extranjero, la República Democrática Alemana  apoyo al régimen de Mengistu con entrenamiento técnico y artículos como ropa y juguetes para los niños que por primera vez en la historia del país africano asistían a jardines infantiles. 
Cuba contribuyó con médicos, docentes y otros profesionales desde técnicos hasta militares. Los cubanos son recordados con mucho cariño por los etíopes por ese apoyo, incluso en el 2000, cuando la República Democrática Popular de Etiopía ya no existía, se levantó un monumento en honor a los soldados cubanos caídos en la Guerra de Ogadén.

## Economía

Crecimiento per cápita en Etiopía

La revolución etíope de 1974 resultó en la nacionalización y la reestructuración de la economía etíope. Después de la revolución, la economía del país pasó por cuatro fases. La agitación política interna, el conflicto armado y la reforma institucional radical marcaron el período de la revolución de 1974-1978 Hubo poco crecimiento económico;  en cambio, las medidas de nacionalización del gobierno y el clima político altamente inestable causaron dislocación económica en sectores como la agricultura y la manufactura. Además, el presupuesto militar consumió una parte sustancial de los recursos de la nación. Como resultado de estos problemas, el PIB aumentó a una tasa anual promedio de sólo 0,4%. Además, el déficit de cuenta corriente y el déficit fiscal general se ampliaron, y el índice de precios minoristas se disparó, experimentando un aumento anual promedio del 16,5 por ciento. La economía básica durante este tiempo dependía de la industria agrícola.  Más del 80% de la población dependía directa o indirectamente de la agricultura para su sustento.
En la segunda fase (1978-1980), la economía comenzó a recuperarse a medida que el gobierno consolidó el poder e implementó reformas institucionales. La nueva campaña del Derg Desarrollo a través de la mediante cooperativas (comúnmente conocida como zemecha) también contribuyó a la mejora de la economía. Más importante aún, las condiciones de seguridad mejoraron a medida que disminuyeron las amenazas internas y externas. Después de la Guerra de Ogaden y la disminución de la actividad rebelde en Eritrea, Adis Abeba estableció objetivos de producción y movilizó los recursos necesarios para mejorar las condiciones económicas. En consecuencia, el PIB creció a una tasa anual promedio  del 5,7 por ciento. Beneficiándose del buen clima, la producción agrícola aumentó a una tasa anual promedio del 3,6%, y la manufactura aumentó a una tasa anual promedio del 18,9% ya que muchos fabricantes que habían cerrado, particularmente en Eritrea, reabrieron sus negocios. El actual déficit de cuenta y el déficit fiscal general permanecieron por debajo del 5% del PIB durante este período.
En la tercera fase (1980-1985), la economía experimentó un retroceso. Excepto en el año fiscal etíope de 1982-1983, el crecimiento del PIB disminuyó. La manufactura también sufrió una recesión y la agricultura llegó a una etapa de crisis. Cuatro factores explicaron estos desarrollos. Primero, entre 1984 y 1985 la sequía afectó a casi todas las regiones del país, por lo que el gobierno comprometió recursos escasos para alivio de la hambruna y presentó proyectos de desarrollo a largo plazo. 
En consecuencia, las cuentas externas (como se muestra en el déficit de la cuenta corriente y el coeficiente del servicio de la deuda) y el déficit fiscal general empeoraron, a pesar de que la asistencia internacional para la sequía ascendió a más de 450 millones de dólares estadounidenses. Cerca de ocho millones de personas se convirtieron en víctimas de la hambruna durante la sequía de mediados de la década de 1980, y aproximadamente 1 millón murió. En segundo lugar, la industria se estancó a medida que disminuían los insumos agrícolas. Muchas industrias agotaron su capacidad para aumentar la producción; como resultado, no lograron satisfacer la creciente demanda de bienes de consumo. En tercer lugar, la falta de cambio de divisas y la disminución de la inversión revirtieron la tasa de crecimiento relativamente alta en la manufactura de 1978–1980. Finalmente, el gran establecimiento militar de Etiopía generó una gran carga en la economía. Los gastos de defensa durante este tiempo absorbieron entre el 40 y el 50 por ciento de los gastos corrientes del gobierno.
En el cuarto período (1985-1991), la economía continuó estancada, aunque una mejora en el clima en 1985–1986 y 1986–1987 ayudó a revertir el declive agrícola. El sector manufacturero también creció durante este período, y el PIB aumentó a una tasa anual promedio del 5 por ciento. Sin embargo, los efectos persistentes de la sequía de 1984-85 socavaron estos logros y contribuyó al estancamiento general de la economía.

## Agricultura
Con más del 40% del PIB, el 80% de las exportaciones y el 80% de la mano de obra, la agricultura siguió siendo en 1991 el sector más importante de la economía. Etiopía tiene un gran potencial agrícola debido a sus vastas áreas de tierra fértil, clima diverso, precipitaciones generalmente adecuadas y gran cantidad de mano de obra. Sin embargo, a pesar de este potencial, la agricultura etíope ha permanecido subdesarrollada. Debido a la sequía, que ha afectado persistentemente al país desde principios de la década de 1970, una base económica deficiente (baja productividad, infraestructura débil y bajo nivel de tecnología) y el compromiso del gobierno de Mengistu con el marxismo-leninismo, el sector agrícola ha tenido un desempeño deficiente. Por ejemplo, según el Banco Mundial, entre 1980 y 1987 la producción agrícola cayó a una tasa anual del 2,1 por ciento, mientras que la población creció a una tasa anual de 2.4 por ciento. En consecuencia, el país enfrentó una trágica hambruna que resultó en la muerte de casi 1 millón de personas entre l984 y 1986.
La productividad agrícola bajo el Derg siguió cayendo. Según el Banco Mundial, la producción agrícola aumentó a una tasa anual promedio de 0,6 por ciento entre 1973 y 1980, pero luego disminuyó a una tasa anual promedio de 2,1 por ciento entre 1980 y 1987. Durante el mismo período (1973-87), la población aumentó a una tasa anual promedio de 2,6 por ciento (2,4 por ciento para 1980-87). El mal desempeño de la agricultura estuvo relacionado con varios factores, entre ellos la sequía; una política gubernamental de control de precios y libre circulación de productos agrícolas de áreas excedentarias a deficitarias; el clima político inestable; la dislocación de la comunidad rural causada por el reasentamiento, la formación de aldeas y el reclutamiento de jóvenes agricultores para cumplir con las obligaciones militares; las dificultades de tenencia de la tierra y el problema de la fragmentación de la tierra; la falta de recursos como maquinaria agrícola, mejores semillas y fertilizantes; y el bajo nivel general de tecnología.
La decisión del presidente Mengistu de 1990 de permitir la libre circulación de bienes, eliminar los controles de precios y brindar a los agricultores seguridad de tenencia fue diseñada para revertir el declive en el sector agrícola de Etiopía. Hubo mucho debate sobre si estas reformas eran genuinas o no y cuán efectivamente podrían implementarse. No obstante, la producción agrícola aumentó en un 3%  estimado en 1990-1991, casi con certeza en respuesta a la relajación de la regulación gubernamental.

## Pesca
Los numerosos lagos, ríos y embalses de Etiopía y sus aproximadamente 960 kilómetros de costa en el Mar Rojo son zonas de pesca fértiles. Sin embargo, la pesca contribuyó con menos del 1% del PIB en l987. El plan decenal de 1983/84 estimó que el país tenía potencial para producir más de 92.000 toneladas de pescado: 66.000 toneladas del Mar Rojo y las restantes 26.000 toneladas de lagos y ríos. Pero la producción real en 1983/84 se estimó en 600 a 1.200 toneladas.
El pescado fresco se consume a lo largo de la costa del Mar Rojo, en Asmera y en las cercanías de los lagos del Gran Valle del Rift. Sin embargo, fuera de estas áreas, el mercado interno de pescado es pequeño. Dos factores explican este bajo nivel de consumo local de pescado. En primer lugar, el pescado no se ha integrado en la dieta de la mayor parte de la población. En segundo lugar, debido a las influencias religiosas en los patrones de consumo, la demanda de pescado es solo estacional. Durante la Cuaresma, por ejemplo, los cristianos que se abstienen de comer carne, leche y huevos consumen pescado.
Hubo una considerable actividad pesquera comercial en el Mar Rojo antes de 1974, compuesta principalmente por empresas extranjeras privadas que exportaban la mayor parte de sus capturas después de procesar el pescado en tierra. Por ejemplo, en 1970 las empresas privadas exportaron unas 9.140 toneladas de pescado. Después de la revolución etíope de 1974, la mayoría de las empresas pesqueras comerciales abandonaron Etiopía, lo que redujo las exportaciones de pescado.
El régimen de Mengistu alentó el establecimiento de asociaciones y cooperativas pesqueras a lo largo de la costa del Mar Rojo y en la zona de los lagos del Gran Valle del Rift. En 1978, el gobierno estableció la Corporación de Producción y Comercialización de Pescado (FPMC) para ayudar a mejorar la industria pesquera etíope. Al año siguiente, el Ministerio de Agricultura creó el Departamento de Desarrollo de Recursos Pesqueros para ayudar a mejorar la cría, el control y la comercialización de peces. La FPMC recibió préstamos del Banco de Desarrollo Agrícola e Industrial y ayuda de la Comunidad Económica Europea (CEE) para comprar varios tipos de equipos de transporte y establecer tiendas modernas y cámaras frigoríficas.
A fines de 1990, el Proyecto de Desarrollo de Recursos Pesqueros del Mar Rojo, administrado por la Organización de las Naciones Unidas para la Agricultura y la Alimentación (FAO), recibió financiamiento del Programa de las Naciones Unidas para el Desarrollo (PNUD) y el Fondo de Desarrollo de Capital para comprar botes a motor, redes de pesca y otros accesorios para cinco cooperativas de pescadores de Aseb. El gobierno esperaba que este equipo ayudaría a aumentar la producción y finalmente permitiría a las cinco cooperativas extraer 450 toneladas de pescado al año. No obstante, la producción pesquera de 60 toneladas de 1988/89 se redujo en más de la mitad en 1989/90 debido a problemas de seguridad en la zona.

## Industria
En 1975, la PMAC nacionalizó la mayoría de las industrias y posteriormente las reorganizó en corporaciones estatales. El 7 de febrero de 1975, el gobierno publicó un documento que describe la política económica de la Etiopía socialista. La política identificó tres áreas manufactureras programadas para la participación estatal: industrias básicas que producían bienes que servían a otras industrias y que tenían la capacidad de crear vínculos en la economía; industrias que producían bienes esenciales para la población en general; e industrias que fabricaban drogas, medicinas, tabaco y bebidas. La política también agrupó áreas de los sectores público y privado en actividades reservadas al estado, actividades en las que el capital estatal y privado podían operar conjuntamente y actividades dejadas al sector privado.
La nacionalización de 1975 de las principales industrias ahuyentó la inversión privada extranjera. La inversión privada directa, según el Banco Nacional de Etiopía, descendió de 65 millones de birr en 1974 a 12 millones de birr en 1977. A medida que se prolongaban las negociaciones de compensación entre el gobierno etíope y los ciudadanos extranjeros, la inversión extranjera prácticamente cesó. El Congreso de los Estados Unidos invocó la Enmienda Hickenlooper, que tuvo el efecto de prohibir el uso de fondos de los Estados Unidos para fines de desarrollo hasta que Etiopía hubiera resuelto los problemas de compensación con los nacionales de los Estados Unidos. Durante 1982 y 1983, el régimen de Mengistu resolvió reclamaciones presentadas por ciudadanos italianos, holandeses, japoneses y británicos. La negociación para resolver las reclamaciones de compensación de ciudadanos de los Estados Unidos continuó hasta 1985.
Emitida en 1983, la Proclamación n.º 235 de la PMAC (la Proclamación de Empresas Conjuntas) señaló el renovado interés de Etiopía en atraer capital extranjero. La proclamación ofrecía incentivos como un período de cinco años de desgravación del impuesto sobre la renta para nuevos proyectos, desgravación de derechos de importación y exportación, protección arancelaria y repatriación de ganancias y capital. Limitó las participaciones extranjeras a un máximo del 49 por ciento y la duración de cualquier empresa conjunta a veinticinco años. Aunque la proclamación protegía los intereses de los inversionistas de la expropiación, el gobierno se reservó el derecho de comprar todas las acciones en una empresa conjunta "por razones de interés nacional". 
La proclamación no logró atraer inversión extranjera, en 1989 el gobierno emitió el Decreto Especial n.º ll, una revisión de la proclamación de 1983. El decreto permitió la propiedad extranjera mayoritaria en muchos sectores, excepto en los relacionados con los servicios públicos, la banca y las finanzas, el comercio, el transporte y las comunicaciones, donde no se permitían las empresas conjuntas. El decreto también eliminó todas las restricciones a la repatriación de ganancias y trató de brindar una protección legal más amplia a los inversionistas que la que tenía la proclamación de 1983.
El discurso del presidente Mengistu de marzo de 1990 ante el Comité Central de la WPE fue un punto de inflexión en la historia económica reciente de Etiopía. Reconociendo que el modelo etíope de la época había fracasado, Mengistu propuso implementar una economía de socialismo de mercado. Bajo el nuevo sistema, el sector privado podría participar en todas las partes de la economía sin límite en la inversión de capital (Etiopía tenía un tope de US$250.000 para la inversión privada); se permitiría a los desarrolladores construir casas, apartamentos y edificios de oficinas para alquiler o venta; y se permitiría a las empresas comerciales desarrollar industrias, hoteles y una variedad de otras empresas en terrenos propiedad del gobierno que se arrendarían en condiciones de concesión. Además, se requeriría que las industrias y empresas estatales operaran con fines de lucro, y aquellas continuarían perdiendo dinero para ser vendidas o cerradas. 
Los agricultores recibirían la propiedad legal de la tierra que cultivaban y el derecho a vender sus productos en un mercado libre. Si bien aún quedaban muchas áreas por abordar, como la privatización de empresas estatales y la compensación para los ciudadanos cuyas tierras y propiedades habían sido confiscadas, estas propuestas generaron optimismo entre algunos economistas sobre el futuro económico de Etiopía. Sin embargo, algunos observadores señalaron que las propuestas de Mengistu solo equivalían a un reconocimiento de las prácticas existentes en la economía sumergida. Estas propuestas generaron optimismo entre algunos economistas sobre el futuro económico de Etiopía.

## Transporte
La falta de recursos, junto con la inestabilidad militar y política, ha retrasado el crecimiento de una infraestructura de transporte en Etiopía, aunque el desarrollo de dicho sistema ha sido tradicionalmente un objetivo del gobierno. El régimen de Haile Selassie asignó una media de 700 millones de birr del presupuesto previsto para el desarrollo del transporte durante los tres planes de desarrollo quinquenales (1957-1974). En 1975, cuando la PMAC articuló su política económica socialista, el gobierno asumió el control de todas las instalaciones de transporte y comunicación. El gobierno del Derg y de la República Democrática Popular de Etiopía continuó expandiendo y mejorando la infraestructura de transporte utilizando sus propios fondos y obteniendo préstamos de organizaciones internacionales como el Banco Mundial. En 1991 el sistema de transporte incluía 13,000 kilómetros de caminos para todo clima.

## Presidentes de la República Democrática Popular
| Nombre                | Período                                     |
| --------------------- | ------------------------------------------- |
| Mengistu Haile Mariam | 10 de septiembre de 1987 21 de mayo de 1991 |
| Tesfaye Gebre Kidan   | 21 de mayo de 1991 28 de mayo de 1991       |

## Nostalgia

Imagen en la parte trasera de un bajaj que muestra una "Trinidad" de héroes del movimiento de protesta de la Región de Amhara. De izquierda a derecha: el coronel Demke Zewde, el rey Tewodros II y el cantante Teddy Afro, el teniente coronel Mengistu Haile Mariam.

Aun con los problemas económicos que vivió en sus últimos años y las hambrunas que ocurrieron en los años ochenta, el periodo comunista en Etiopía esta comenzando a hacer visto de forma positiva por su población. En Ambo, una ciudad en el centro de Etiopía, un adolescente saca una foto gastada de su billetera. “Lo amo”, dice del soldado que mira amenazadoramente a la cámara. “Y me encanta el socialismo”, añade. En la imagen aparece un joven Mengistu Haile Mariam. La nostalgia por la República Democrática Popular de Etiopía parece estar ganando popularidad cada vez más grande, especialmente en las ciudades y la juventud etíope que cada vez más es atraída por ideas socialistas y de izquierda. Cuando el primer ministro de Etiopía Meles Zenawi murió en 2012, una campaña en las redes sociales pidió que Mengistu regresara. En las protestas que se han extendido por localidades como Ambo desde 2014, los cánticos de “¡Ven, ven Mengistu!” se han escuchado entre los manifestantes.
Sin embargo, la gente mayor y anciana de Etiopía que vivieron el gobierno de Mengistu están cediendo a la nostalgia, admite un medio. profesor de la Universidad de Adis Abeba. La coalición que expulsó al Derg, el Frente Democrático Revolucionario del Pueblo Etíope (EPRDF), introdujo un sistema de federalismo de base étnica en 1995 que, según los críticos, favorece a la minoría tigrayana. Los simpatizantes de Mengistu recuerdan con cariño su programa federal diferente al de EPRDF que trata de forma igualitaria las demás etnias de Etiopía y promovió la cultura e idioma de las mismas, que para una población que actualmente vive episodios de violencia étnica, más alarmantes cada año, hace que muchos recuerdan ahora con cariño el nacionalismo panetíope de Mengistu.
“La percepción general es que todo lo que hizo el Derg fue por amor al país”, explica Befekadu Hailu, un activista de derechos humanos que no es fanático. Mengistu peleó una guerra victoriosa contra Somalia en la década de 1970 y emprendió una campaña contra los secesionistas en Eritrea con muchos más éxitos que la del gobierno etíope actual, entonces una región de Etiopía, durante más de una década. El EPRDF, por el contrario, supervisó la pérdida de Eritrea y con ello el acceso al mar cuando permitió un referéndum de independencia en 1993.
Los simpatizantes de la Nostalgia por la República Democrática Popular de Etiopía quieren mostrar los éxitos de esta como:
1. La masiva campaña de alfabetización ocurrida bajo el mandato del Derg y del Partido de los Trabajadores de Etiopía que logró eliminar con éxito una gran parte del masivo analfabetismo vigente desde el Imperio Etíope (tan solo el 10% de la población sabía leer y escribir).[15]
2. La campaña de promoción a la educación que permitió que miles de familias pobres permitiesen que sus hijos asistan a la escuela y otras visitasen el extranjero en países como la Unión Soviética o la Alemania Oriental.
3. El programa de colectivización de la agricultura que permitió la entrega de tierras a campesinos pobres, la reforma agraria crea la Zemetcha, la cual se trata una comisión que se encarga de crear las asociaciones y las cooperativas. Cada familia tendría derecho a trabajar diez hectáreas y cada ochenta familias podían formar una asociación. Esta reforma tuvo buenas consecuencias: palió el hambre hasta mediados de los años ochenta y aparece el intercambio mercantil, surgiendo nuevos hábitos de consumo.
4. La mejora de los derechos a la mujer que permitió que muchas mujeres tuviese nuevas oportunidades de trabajo promovidas por el estado, la creación de asociaciones en defensa de la mujer y la prohibición de la poligamia.
5. Mejoras laborales como el establecimiento de 8 horas diarias laborables, pago de horas extra, vacaciones pagadas (entre dos semanas y treinta y cinco días), pago de un mes por enfermedad, etc.[8]
6. La creación de escuelas, hospitales y zonas urbanas que aumentaría la urbanización en Etiopía y el aumento de la migración de campesinos a las ciudades.
7. La creación de parlamentos en cada región del país.[8]
8. La creación de los kebeles, que son órganos del poder popular con sus propios tribunales de justicia para asuntos civiles y criminales.[8]